# Baryłka przeliczeniowa ropy
Baryłka przeliczeniowa ropy (ang. barrel of oil equivalent) – jednostka energii.  Jest określona przez ilość energii, która jest otrzymana przez spalenie jednej baryłki ropy naftowej. Równe jest to energii  6,1178632 × 109 J albo  1,70 MWh.